# 71669 Dodsonprince
71669 Dodsonprince este o planetă minoră (asteroid), cu un diametru de 9,234 km, din centura de asteroizi. A fost descoperită pe 11 martie 2000 la Catalina Station⁠(d) de Catalina Sky Survey. 
Obiectul prezintă o orbită caracterizată de o semiaxă mare de 3,1694212548296 UAi, o excentricitate de 0,15868903852962, o înclinație de 15,240037666515 ° în raport cu ecliptica.